# Chroodiscus macrocarpus
Chroodiscus macrocarpus är en lavart. Chroodiscus macrocarpus ingår i släktet Chroodiscus och familjen Thelotremataceae.

## Underarter
Arten delas in i följande underarter:
- tasmanicus
- macrocarpus